# منقلة (قفاز)

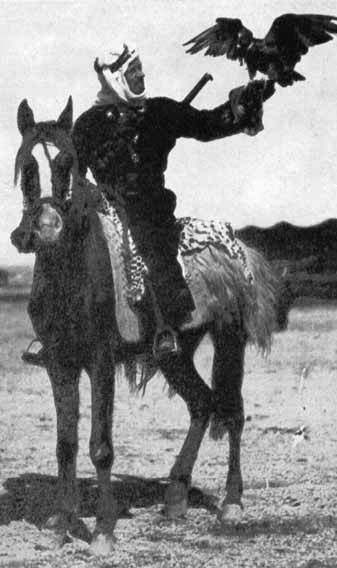
الرحالة الألماني كارل رسوان بالزي العربي ويمارس هواية الصيد بالصقور في الجوف شمال السعودية

المنقلة أو الدرع أو الدس هو قفاز مصنوع من مواد سميكة وقوية، غالبا من الجلد، تحمي يد مربي الطيور الجارحة، ولكنها لينة لا تؤذي مخالب الطير.